# Vjekoslav Katusin

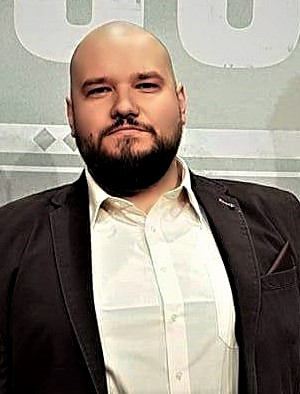
Vjekoslav Katusin bei der Premiere von Winnetou (2017)

Vjekoslav Katusin (* 28. Oktober 1983 in Mainz) ist ein kroatischer Filmregisseur, Drehbuchautor und Schauspieler.

## Leben
Vjekoslav Katusin wurde in Mainz geboren. Im Alter von einem Jahr zog er mit seiner Mutter und seinem älteren Bruder nach Kroatien, in das Heimatland seiner Eltern. Bis zu seinem fünften Lebensjahr lebte er in Draž, wo er die erste Klasse der Grundschule besuchte. Nach dem ersten Schuljahr kehrte er mit seiner Mutter und seinem Bruder nach Mainz zurück, um dort seinen Vater zu besuchen. Nach Ausbruch des Krieges zwischen Serbien und Kroatien blieb seiner Familie eine Rückkehr nach Kroatien verwehrt.
Ab 2006 trat Vjekoslav Katusin als Kleindarsteller in diversen Kinofilmen auf, darunter in Superhelden – Hasenbrot und Waldgeflüster (2007) sowie – nach einer Begegnung mit Uwe Boll – in dessen Filmen Max Schmeling (2010), Bloodrayne: The Third Reich und Blubberella.
2016 gründete Katusin seine eigene Produktionsfirma Dream Team Pictures mit Sitz im baden-württembergischen Rust. 2017 drehte er in Pula, Kroatien seinen ersten Horrorfilm C.L.E.A.N., in dem die Hollywoodschauspieler Tom Sizemore und Costas Mandylor mitspielten. Am 18. Oktober 2020 wurde der Film im Rahmen des 14. Festival of Serbian Fantastic Film (FSFF) in Belgrad vorgestellt. Im Anschluss wurde C.L.E.A.N. mit mehreren Awards diverser Filmfestivals ausgezeichnet, unter anderem mit zwei Osculls in den Kategorien „Best Horror Film“ & „Best Supporting Actor“. Die österreichische Kinokette Cineplexx zeigte den Film ab Ende Oktober 2020 für mehrere Wochen in ihren Kinos in Serbien, Montenegro und Bosnien.
Anfang 2020 beendete er die Dreharbeiten für seinen zweiten Horror-Film Unbound Evil, erneut mit Costas Mandylor. Derzeit arbeitet er an seinem Filmprojekt Someone Dies Tonight bei dem Eric Roberts, Christopher Lambert, Tom Sizemore, Michael Paré und Costas Mandylor Nebenrollen übernehmen.

## Filmografie (Auswahl)
Als Schauspieler
- 2007: Stuntmen – Der Film
- 2007: Blood Wars
- 2007: Superhelden – Hasenbrot und Waldgeflüster
- 2007: Live Fast and Die Young
- 2008: Der letzte Coup
- 2010: Max Schmeling
- 2010: Bloodrayne: The Third Reich
- 2011: Blubberella
- 2016: Dead End. At the End We Die
- 2018: La Famiglia
- 2019: C.L.E.A.N.

Als Filmproduzent
- 2008: Der letzte Coup
- 2016: Dead End. At the End We Die
- 2018: La Famiglia
- 2019: C.L.E.A.N.

## Auszeichnungen
| Jahr | Preis                                     | Kategorie                | Film       | Ergebnis  |
| ---- | ----------------------------------------- | ------------------------ | ---------- | --------- |
| 2020 | Vegas Movie Awards                        | Best Horror              | C.L.E.A.N. | Gewonnen  |
| 2020 | Dreamachine International Film Festival   | Best Supernatural Horror | C.L.E.A.N. | Gewonnen  |
| 2020 | Festival of Serbian Fantastic Film (FSFF) | Best Horror Film         | C.L.E.A.N. | Gewonnen  |
| 2020 | Oniros Film Awards New York               | Best Thriller            | C.L.E.A.N. | Gewonnen  |
| 2020 | Paris Film Festival                       | Best Horror              | C.L.E.A.N. | Nominiert |